# 熱源
熱源（ねつげん）とは、周囲に対し高い温度を持った地点、エネルギーの供給ポイントを指す。前者は主に赤外線を発していることが多い。
自然界では海底火山活動に伴う高温の熱源をホットスポットと呼ぶこともある。
実用面では、熱を実生活に使うため、燃料や電力から熱を発生させる仕組みをこう呼ぶ。